# Національний музей дизайну Купер—Г'юїт
Національний музей дизайну Купер—Г'юїт (англ. Cooper–Hewitt, National Design Museum) — розташований у центрі м. Нью-Йорк, США на Манхеттені та є невід'ємною частиною Смітсонівського інституту.